# Kosmonavt Jurij Gagarin
La Kosmonavt Jurij Gagarin (progetto 1909 secondo la classificazione russa) è una grande nave sovietica, derivata dalla trasformazione di una petroliera classe Sofija, con un motore a vapore di tipo convenzionale, che venne trasformata in una nave da ricerche spaziali e per l'alta atmosfera. Prende il nome dal cosmonauta Jurij Gagarin.

## Tecnica
All'epoca del suo ingresso in servizio, la Kosmonavt Yurij Gagarin era la più grande nave per comunicazione al mondo.
L'apparato propulsivo era di tipo turboelettrico, e questo la rese la più grande nave moderna motorizzata in tal modo. La turbina a ingranaggi azionava un enorme generatore per un motore elettrico su un asse.
Le sovrastrutture erano state costruite in due blocchi, con altrettanti ponti lungo tutto lo scafo. La plancia anteriore è alla sommità di un blocco con cinque ponti complessivi, mentre il blocco poppiero è molto più piccolo, e ospita anche l'alto fumaiolo. Ma le parti più interessanti sono al centro nave, con quattro immense strutture tronco-piramidali che supportano altrettante antenne di telerilevamento e comunicazioni a paraboloide, stabilizzate, di cui due Ship Shell a poppa (del diametro di ben 27 metri), e due apparati Ship Bowl a prua (da 12,5m di diametro). Quando tutte sono orientate a prua, la velocità della nave era ridotta di 2 nodi.
Pensata per l'impiego in alto mare e in missioni prolungate, la Gagarin era caratterizzata da una lunga autonomia e grandi spazi disponibili. Pur non avendo un hangar né un ponte di volo per elicotteri, vi era molto spazio sia per apparati elettronici, sia per l'equipaggio. Infatti, era disponibile una palestra e 3 piscine, mentre la passione russa per il teatro era soddisfatta da una struttura da 300 posti, sufficiente per quasi tutto l'equipaggio a bordo.
Grazie alla sua sofisticatissima dotazione elettronica, era in grado di supportare le missioni spaziali (con o senza equipaggio umano) sia sovietiche, sia di altri Paesi.

## Il servizio
La Gagarin è entrata in servizio nel dicembre 1971 come nave per ricerche scientifiche, prevalentemente civili. La nave era basata nel Mar Nero, nel porto di Odessa (oggi in Ucraina), e faceva parte della componente navale dell'Accademia delle scienze sovietica. Durante la Guerra fredda, ebbe modo di operare nell'ambito del programma spaziale sovietico, oltre che negli esperimenti per le comunicazioni a lungo raggio. In particolare, nel 1975, la nave prese parte al programma sovietico-americano Apollo-Soyuz.
Al crollo dell'Unione Sovietica, la nave (insieme con la Akademik Sergej Korolëv) venne trasferita all'Ucraina. Fu venduta per la demolizione nel 1997.